# Drapeau de Montréal
Le drapeau de la Ville de Montréal a été arboré pour la première fois au mois de mai 1939. Il reprend les principaux symboles héraldiques des armoiries : la croix héraldique de gueules sur fond blanc et les cinq végétaux emblématiques. Les proportions du drapeau sont de deux longueurs sur une largeur.

## Histoire
Le maire Denis Coderre a annoncé, le 12 février 2017, que le drapeau serait modifié, dans le cadre des festivités du 375e anniversaire de Montréal, pour faire une place à un symbole choisi par les autochtones. Le nouveau drapeau de Montréal, inauguré le 13 septembre 2017, arbore désormais un pin blanc, symbolisant l’Arbre de la Paix chez les peuples autochtones, au centre des armoiries,.

## Symbole et signification
| Image | Description |
| ----- | --- |
|       | La croix rouge rappelle la pensée et l'action chrétiennes qui ont présidé à la fondation ainsi qu'au développement de Ville-Marie. |
|       | Le pin blanc, symbole de paix chez les peuples autochtones, évoque la présence des Premières Nations sur l'île de Montréal, avant l'arrivée des Européens. |
|       | La fleur de lys de la maison royale de Bourbon. Cet emblème logé au premier canton de l'écu représente le peuple français qui a fondé Montréal. Les armoiries de la ville adoptées en 1833 montraient un castor, au lieu d'une fleur de lys, pour symboliser l'élément canadien-français,. |
|       | La Rose rouge de Lancastre. Celle-ci, logée au deuxième canton, symbolise la population d'origine anglaise venue s'installer à Montréal. |
|       | Le chardon. Cet emblème représente, au troisième canton de l'écu, la population d'origine écossaise venue s'installer à Montréal. |
|       | Le trèfle d'Irlande. Au quatrième canton de l'écu, le trèfle rappelle la population d'origine irlandaise venue s'installer à Montréal. |

## Évolution

1935 à 1939
1939 à 2017
Depuis 2017